# Tails (операционна система)
Tails или The Amnesic Incognito Live System е жива дистрибуция на GNU/Linux, основана на Debian, създадена с цел сигурност, да се запази поверителността и анонимността. Всичките изходящи връзки минават през Tor и всички връзки, които не са анонимни, са блокирани. Системата е създадена така, че да бъде заредена като „живо DVD“ или „живо USB“ и не оставя никакви дигитални следи на машината, освен ако не е изрично казано да се направи. Tor проектът осигурява финансова подкрепа на разработчиците на Tails.

## История
Tails е бил пуснат първо на 23 юни 2009 г. Първоначалното му разработване е започнало от операционната система „Incognito“. Това е Линукс дистрибуция, базирана на Gentoo. Tor проектът е осигурявал финансова подкрепа на разработчиците. Tails е получавал финансиране и от „Debian“, „Mozilla“ и „Freedom of the Press Foundation“.
Лора Поатра (на английски: Laura Poitras), Глен Гринуолд (на английски: Glenn Greenwald) и Бартън Гелман (на английски: Barton Gellman) са споменали, че Tails е бил важен инструмент, който са използвали в работата си с Едуард Сноудън (на английски: Edward Snowden).
От версия 3.0 нататък Tails изисква 64-битов процесор, за да върви.